# بادرعلی ارگاشف
بادرعلی ارگاشف (انگلیسی: Botirali Ergashev؛ زادهٔ ۲۳ ژوئن ۱۹۹۵) بازیکن فوتبال است.
از باشگاه‌هایی که در آن بازی کرده‌است می‌توان به باشگاه فوتبال پخته‌کار تاشکند اشاره کرد.
وی همچنین در تیم‌های ملی فوتبال زیر ۲۳ سال ازبکستان و ازبکستان بازی کرده‌است.